# Reiriz (Saviñao)
Reiriz (llamada oficialmente Santa María de Reiriz) es una parroquia española del municipio de Saviñao, en la provincia de Lugo, Galicia.

## Límites
Limita con las parroquias de Gián y Aldosende al norte, Castro de Rey al este, Villacaíz y Chave al sur, y San Julián de Insua al oeste.

## Organización territorial
La parroquia está formada por siete entidades de población, constando seis de ellas en el nomenclátor del Instituto Nacional de Estadística español:
- A Eirexe
- A Ferrería
- Alperiz
- Casanova
- Quián
- Teibel
- Troifil

## Demografía
| Gráfica de evolución demográfica de Reiriz entre 2000 y 2023 |
|                                                              |
| Datos según el nomenclátor publicado por el INE.             |